# Ricard Ripoll i Villanueva
Ricard Ripoll i Villanueva (Sueca, 1959) és un professor de literatura i de traducció literària a la Universitat Autònoma de Barcelona. Dirigeix el GRES (Grup de Recerca sobre Escriptures Subversives), adscrit al Departament de Filologia Francesa. Amb el GRES ha preparat col·loquis internacionals (sobre l'escriptura fragmentària, 2001; sobre les estratègies de l'il·legible, 2003; sobre Lautréamont, 2006) i ha publicat llibres de teoria literària: L'écriture fragmentaire - Théories et pratiques (2005) i Stratégies de l'illisible (2006), a les Presses Universitaires de Perpignan.
És autor de nombrosos articles sobre literatura. Ha treballat en l'obra de Miquel Martí i Pol, Le Clézio, Nerval, Sollers, Nathalie Sarraute, entre d'altres. La seva obra s'inscriu en una nova textualitat nascuda d'algunes experiències modernes d'autoficció. Ha publicat les autoficcions poètiques: Engrunes d'estels irats (1986), De l'abrupte fins al cos (1987), Els encontres fortuïts (Viena, 2001), La memòria dels mots (3i4, 2003), El cant del Salvador (Proa, 2007), Les flors àrtiques (Columna, 2007) i la novel·la L'Espai dels Impossibles (March Editor, 2005) que s'inscriu en la col·lecció «Palimpsest».
Actualment dirigeix la col·lecció «Palimpsest», a l'Editorial March, on es publiquen autors francòfons en català, com ara Isidore Ducasse, Maurice Blanchot, Marguerite Yourcenar, Marcel Schwob i Robert Desnos. Com a traductor ha donat la primera versió completa en català de l'obra d'Isidore Ducasse, comte de Lautréamont, i ha traduït la novel·la surrealista La llibertat o l'amor! de Robert Desnos.